# Chesapeake (Virginie)
Chesapeake je město ve státě Virginie ve Spojených státech amerických. Je nezávislým městem, a nepatří tedy do žádného okresu. Žije zde 235 429 obyvatel (2015), což z něj činí třetí nejlidnatější město ve Virginii.
Jako nezávislé město v dnešní podobě bylo Chesapeake vytvořeno v roce 1963.

## Osobnosti města
- Alonzo Mourning (* 1970), basketbalista
- Grant Holloway (* 1997), atlet